# ديف ووكر (مغني)
ديف ووكر (بالإنجليزية: Dave Walker)‏ هو عازف قيثارة ومغني بريطاني، ولد في 25 يناير 1945 في والسال في المملكة المتحدة.

## وصلات خارجية
- ديف ووكر على موقع ميوزك برينز (الإنجليزية)
- ديف ووكر على موقع أول ميوزيك (الإنجليزية)
- ديف ووكر على موقع ديسكوغز (الإنجليزية)